# JK Business
JK Business (jap. JKビジネス) – w kulturze japońskiej biznes JK odnosi się do płatnych randek z nieletnimi dziewczynami. Skrót JK oznacza joshi kōsei (jap. 女子 高生), co oznacza licealistę. Usługa była znana jako „świeży biznes” jednak kiedy policja rozpoczęła dochodzenia w sprawie praktyk „JK”; powstał „sanpo biznes”, polegający na płaceniu dziewczynie za dotrzymywanie towarzystwa mężczyźnie poprzez spacery lub rozmowę z nim. Typowy scenariusz spotkania JK polega na tym, że licealista rozdaje ulotki zapraszające na JK osanpo (jap. JKお散歩), co oznacza spacer, randkę na spacerze. Innym sposobem na tę działalność jest refleksologia. Wiele takich dziewczyn pracuje w Akihabarze w Tokio.

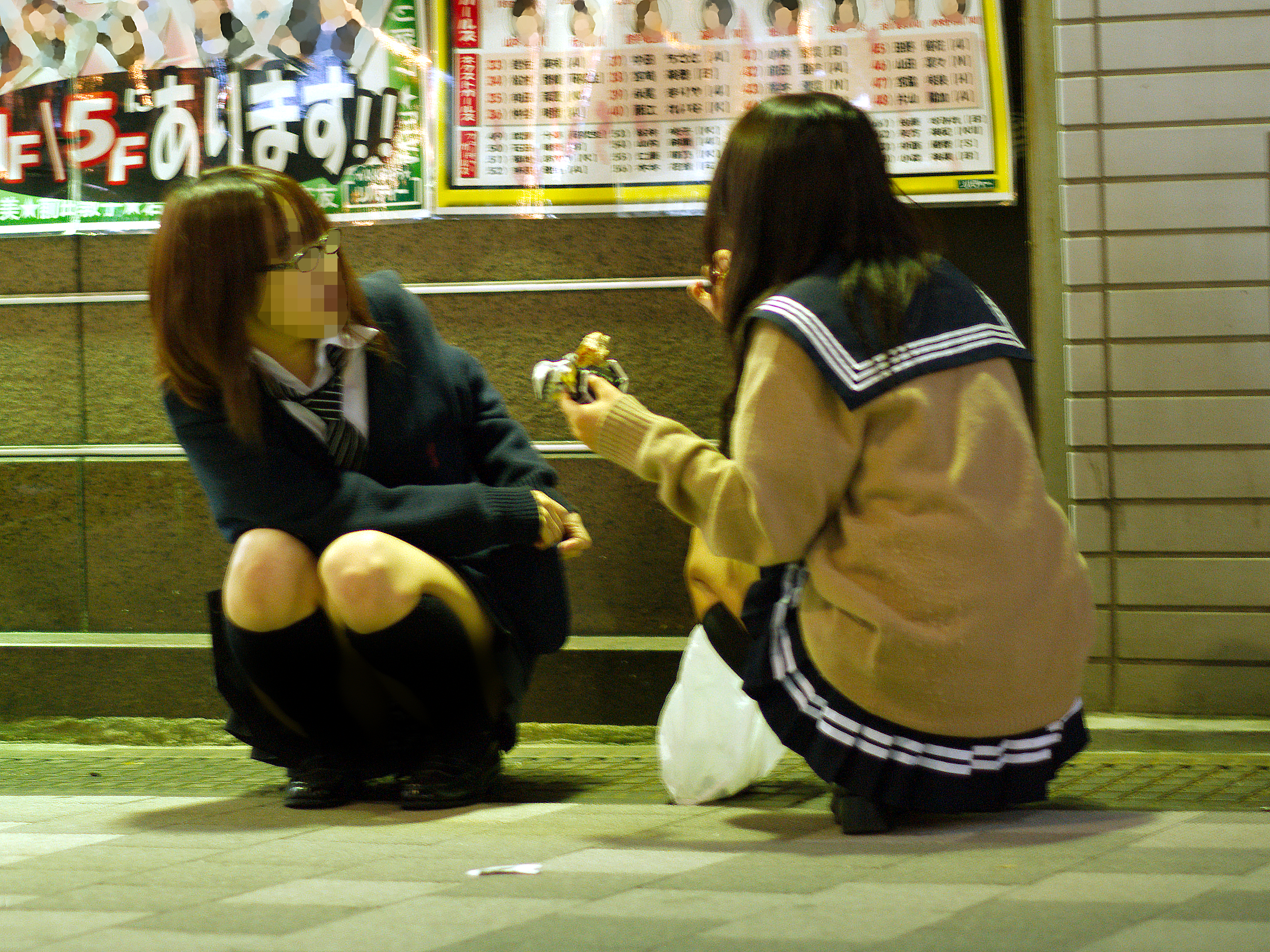
Licealistki jedzące nocą posiłek na chodniku w Akihabarze.

Departament Stanu USA poinformował w 2017 r., Że rząd Japonii „nie przestrzega w pełni minimalnych standardów eliminacji handlu ludźmi” i „nadal ułatwia prostytucję japońskich dzieci”. Uzasadniano to tym, że „prostytucja nieletnich jest nadal społecznie akceptowana”. Jednak w raporcie z 2018 r. Japonia została już sklasyfikowana jako kraj „Poziomu 1”, co w pełni spełnia minimalne wymagania. Utrzymało się to również w 2019 roku, ale ponownie obniżono status do „poziomu 2” w sprawozdaniach z lat 2020, 2021 i 2022.
Yumeno Nito, krytyczka bezczynności rządu w sprawie problemu, utworzyła organizację charytatywną, która ma na celu pomoc dziewczynom z Tokio. Antropolodzy kulturowi opisali Japonię jako kraj o kulturze wstydu, która utrudnia nastolatkom uciekającym z domu szukanie pomocy, co czyni je łatwymi ofiarami handlu na potrzeby przemysłu seksualnego.